# 邑 (朝鮮半島)

汉字

邑是大韩民国和朝鲜民主主义人民共和国的一个行政区单位。
1917年10月1日（朝鮮日治時期），日本人居住比较集中的城镇被定为「指定面」。  1931年4月1日，「指定城鎮」更名为邑 ，当时这些地区大多有火车站或行政、商业中心。

## 南韓的邑
大韩民国的邑是市和郡的下级行政区划。邑（約等於鎮）的下级行政区划是里，與面（約等於鄉）相同。截至2018年12月末，大韩民国人口最多的邑是庆尚南道梁山市的勿禁邑（115,081人）。大韩民国人口最少的邑是江原道宁越郡上東邑（1135人）。

## 北韓的邑
朝鲜民主主义人民共和国於1952年12月22日，废除在朝鮮日治時期（1914年4月1日）實施「郡面里」的區劃规定，將郡、面廢除，面改称邑，並把縣的數目大幅度增加郡面之數目。因此，镇与縣的數目相同，镇以县名命名。